# General Lavalle (partido)
Pour les articles homonymes, voir General Lavalle.
General Lavalle est un partido de la province de Buenos Aires fondé en 1865 dont la capitale est General Lavalle.